# Pascoli serrati da muri
Pascoli serrati da muri è un album del gruppo a tenore Coro Supramonte, pubblicato nel 1974 dalla Fonit Cetra. Il titolo è la traduzione della famosa quartina di Melchiorre Murenu "Tancas serradas a muru". La registrazione sonora musicale è archiviata a Roma presso l'Istituto centrale per i beni sonori ed audiovisivi

## Tracce
1. Richiami di pastori - Tancas serradas a muru (Melchiorre Murenu, XIX secolo)
2. Anninnia Anninnia
3. Bona Notte E Bonos Annos
4. Sa Murra
5. Comare cossi bianca
6. Undighinas
7. Su Chentuchimbantunu rezzimentu
8. Sonetto per Giuseppe Moro
9. Barones sa tirannia - testo di Francesco Ignazio Mannu 1794
10. S'emigrante
11. Sa bella supramuntina
12. Su grande agrario
13. Su servo pastore
14. Gosos de sa morte